# Cláudio Torres da Silva
Cláudio Torres da Silva (Porto Alegre, 1945 - São Paulo, 23 de março de 2015) foi um sociólogo e ex-guerrilheiro brasileiro, integrante da luta armada contra a ditadura militar brasileira instalada no país em 1964.
Filiando-se ao Partido Comunista Brasileiro (PCB) em 1966, era vice-presidente do DCE da Universidade Federal do Rio Grande do Sul quando foi suspenso do curso de Economia por atividades políticas consideradas subversivas. Mudou-se com a família para o Rio de Janeiro e foi trabalhar no IBRA (Instituto Brasileiro de Reforma Agrária). Em 1967, passou a integrar a organização de extrema-esquerda DI-GB onde chegou à direção geral e responsável pela coordenação da Frente de Trabalho Armado da organização.
Em 4 de setembro de 1969, integrando o MR-8 (novo nome da DI), participou da ação de sequestro do embaixador dos Estados Unidos no Brasil, Charles Burke Elbrick. Primeiro dos sequestradores a ser preso, foi torturado e passou sete anos na cadeia, até setembro de 1976.
Vivendo em São Paulo, mudou-se para Campinas para cursar Ciências Sociais na UNICAMP. Trabalhou na Emplasa e na Cesp. Viveu na cidade de Teresópolis, interior do estado do Rio de Janeiro.
Cláudio Torres da Silva faleceu em 23 de março de 2015, em sua residência em São Paulo. A causa da morte foi um AVCH. Deixa uma filha e um filho maiores.